# شركة ماكيسون
شركة ماكيسون هي شركة أمريكية تقوم بتوزيع الأدوية وتوفير تكنولوجيا المعلومات الصحية، والمستلزمات الطبية، وأدوات إدارة الرعاية. بلغت إيرادات الشركة 208.4 مليار دولار في عام 2018. 
يقع مقر شركة ماكيسون في إيرفينج بتكساس وتقوم بتوزيع أنظمة الرعاية الصحية والإمدادات الطبية والمنتجات الصيدلانية . بالإضافة إلى ذلك، توفر شركة ماكيسون بنية تحتية واسعة النطاق لشبكة الرعاية الصحية ؛ أيضا، كان من أوائل المتبنين من التقنيات مثل المسح الضوئي للرمز الشريطي للتوزيع، والروبوتات الصيدلية ، وعلامات تحديد الهوية بموجات الراديو . 
إنها شركة فورتشن غلوبال 500 ، والسادس  أعلى شركة مدرة للدخل في الولايات المتحدة.

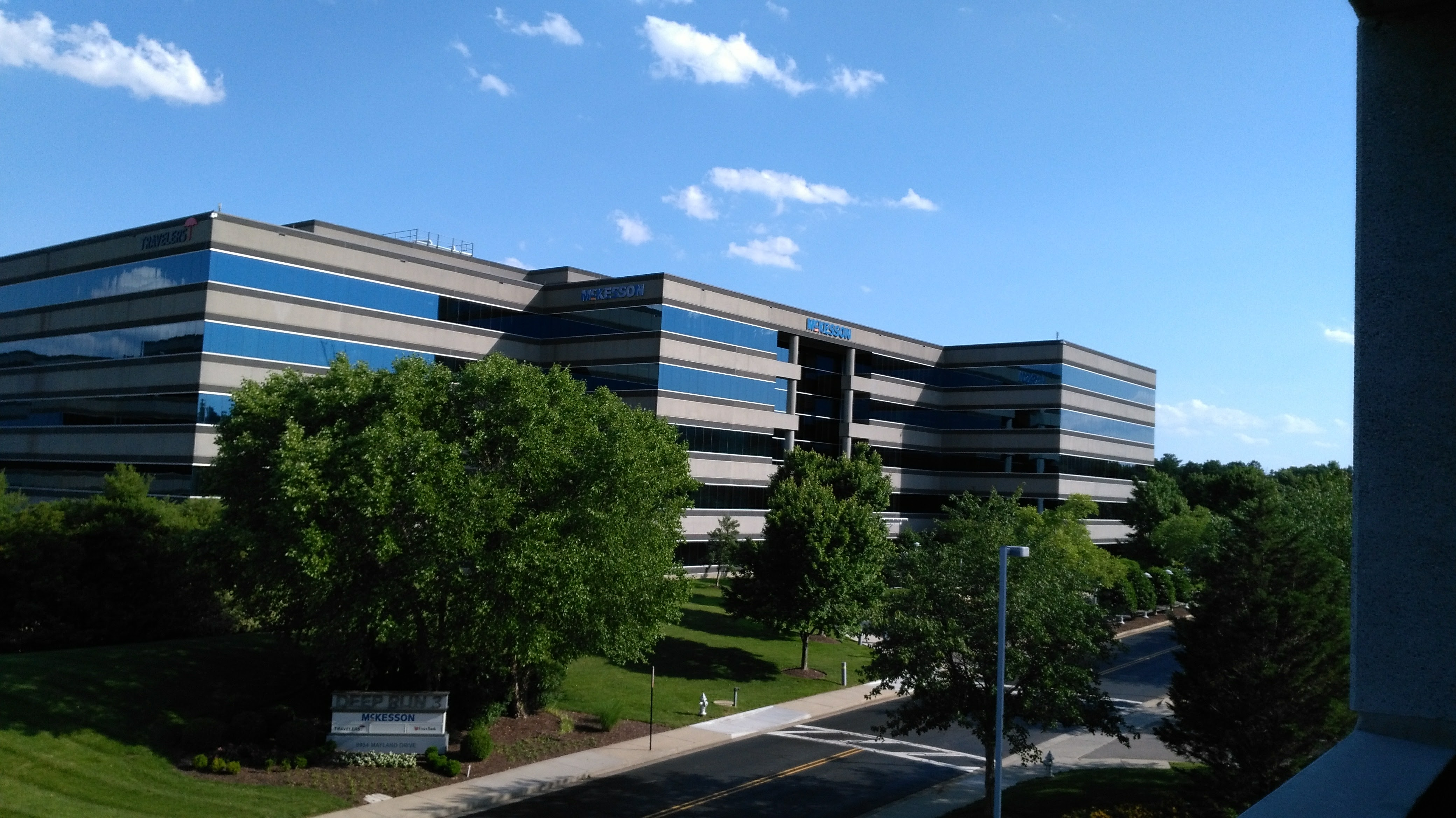
حرم جامعة ماكيسون الطبية الجراحية في ريتشموند ، فرجينيا

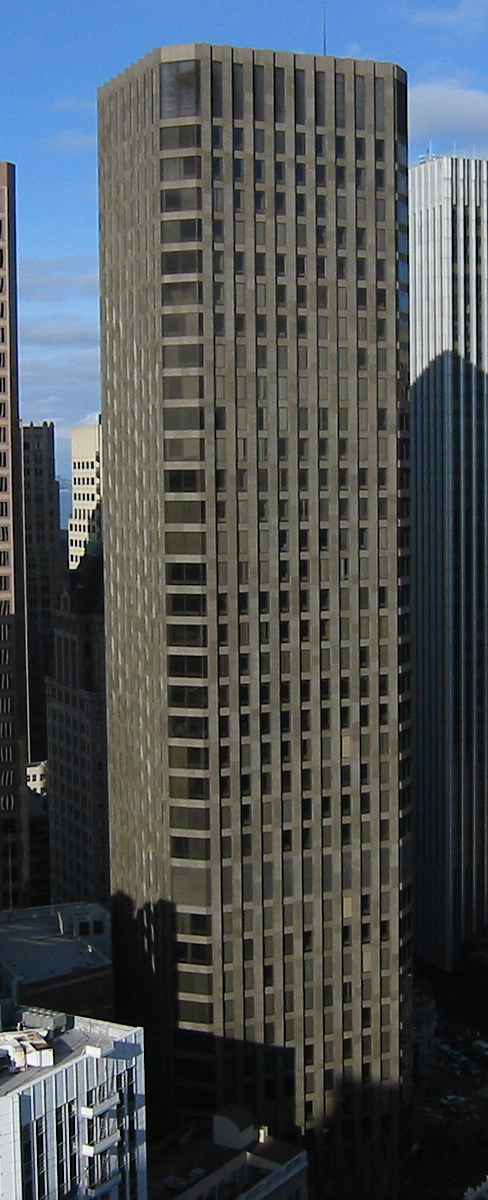
المبنى الرئيسي السابق لمكيسون في وسط مدينة سان فرانسيسكو

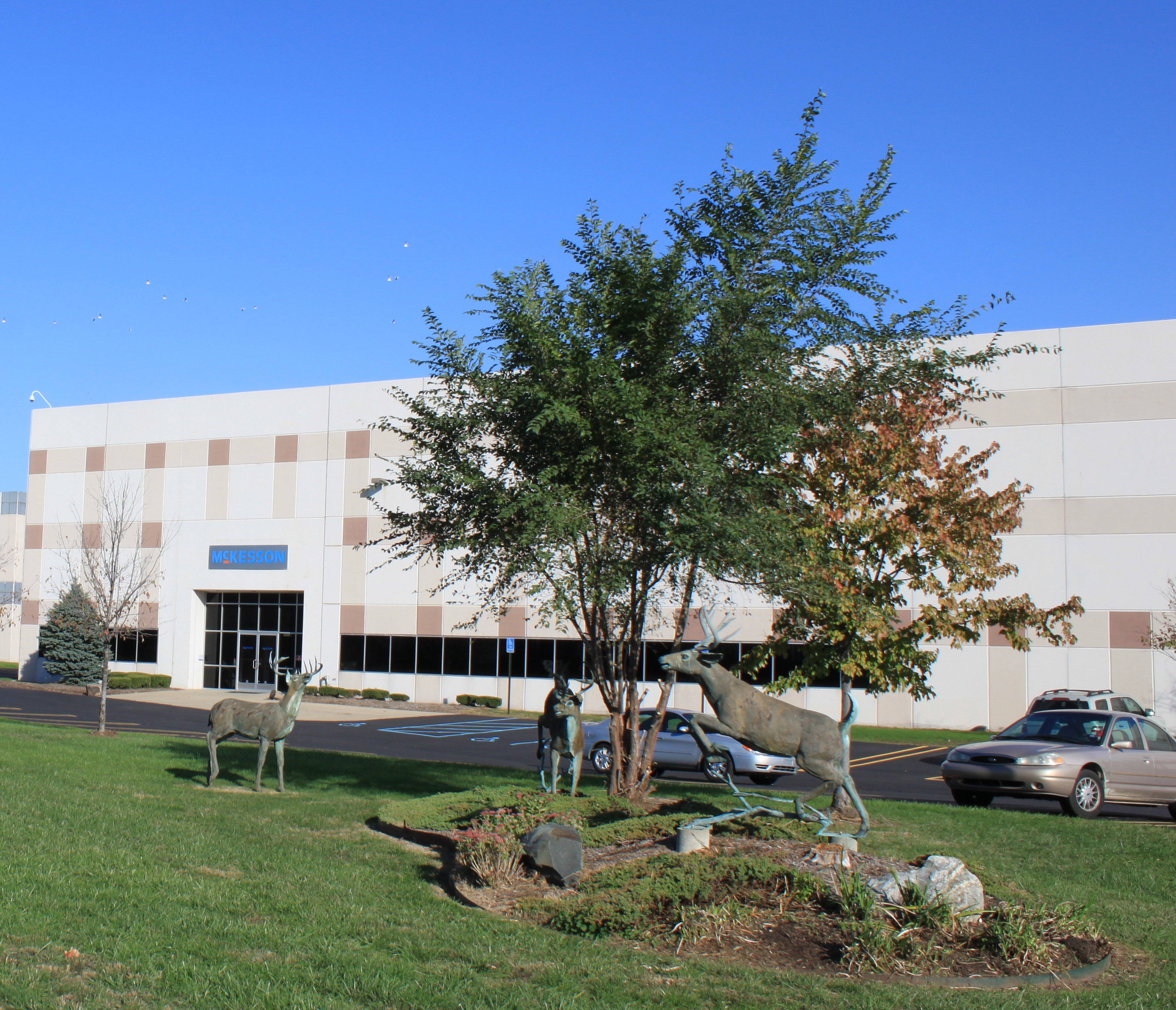
أنظمة الصيدليات ماكيسون ، ليفونيا ، ميتشيغن

## روابط خارجية
- الموقع الرسمي